# Hamburger Brauch
Eine strafbewehrte Unterlassungserklärung nach Hamburger Brauch ist eine Unterlassungserklärung, bei welcher keine feste Vertragsstrafe vereinbart, sondern erst im Falle eines schuldhaften Zuwiderhandelns gegen die Unterlassungserklärung festgesetzt wird.

## Allgemeines
Nach dem so genannten Hamburger Brauch, heute früherer Hamburger Brauch war es bis 1977 möglich, eine angemessene Vertragsstrafe durch ein Gericht (i. d. R. war das Zivilsegment des Amtsgerichts sachlich zuständig) festsetzen zu lassen, sobald es zu einer schuldhaften Zuwiderhandlung gegen eine Unterlassungserklärung gekommen war. Seit einer Grundsatzentscheidung des Bundesgerichtshofs ist dies jedoch nicht mehr möglich, weshalb nach dem neuen Hamburger Brauch durch die Parteien vereinbart werden muss, ob im Streitfall der Unterlassungsgläubiger nach billigem Ermessen die Höhe der Vertragsstrafe festsetzen darf, oder ob ein Schiedsrichter bzw. eine Schiedskammer eingesetzt wird. Fehlt eine solche Vereinbarung in der Unterlassungserklärung, so ist diese unwirksam. Trotz dessen hat der Unterlassungsschuldner die Möglichkeit, gegen eine Ermessensentscheidung des Unterlassungsgläubigers oder eines Schiedsgerichts vor einem ordentlichen Gericht zu klagen.
Der Hamburger Brauch ist in der Rechtspraxis gang und gäbe und wird i. d. R. jedem Unterlassungsschuldner, welcher freiwillig eine entsprechende Erklärung abgibt, empfohlen. Insbesondere im Marken-, Design-, und Wettbewerbsrecht kommt der Hamburger Brauch besonders häufig zum Einsatz.

## Beispiel

### Hamburger Brauch mit Festsetzung durch Gläubiger
– nachfolgend Unterlassungsschuldner –
gegenüber
Bernd Beispiel
– nachfolgend Unterlassungsgläubiger –
ohne Anerkennung einer Rechtspflicht, gleichwohl Rechtsverbindlich es ab sofort zu unterlassen:
1) [...]
2) Der Unterlassungsschuldner verpflichtet sich, für jeden Fall der Zuwiderhandlung gegen Ziffer 1 an den Unterlassungsgläubiger eine von diesem nach billigem Ermessen festzusetzende, im Streitfall vom Amtsgericht Musterstadt auf deren Rechtmäßigkeit zu überprüfende Vertragsstrafe zu zahlen.
3) Die für gerichtliche Unterlassungsurteile entwickelte Kerntheorie wird entsprechend angewandt.

### Hamburger Brauch mit Festsetzung durch Schiedsgericht
– nachfolgend Unterlassungsschuldner –
gegenüber
Bernd Beispiel
– nachfolgend Unterlassungsgläubiger –
ohne Anerkennung einer Rechtspflicht, gleichwohl Rechtsverbindlich es ab sofort zu unterlassen:
1) [...]
2) Der Unterlassungsschuldner verpflichtet sich, für jeden Fall der Zuwiderhandlung gegen Ziffer 1 an den Unterlassungsgläubiger eine von einem Schiedsgericht festzusetzende, im Streitfall vom Amtsgericht Musterstadt auf deren Rechtmäßigkeit zu überprüfende Vertragsstrafe zu zahlen.
a) Das Gericht entscheidet und bildet sich nach den Bestimmungen der ZPO.
b) Die Parteien sind sich darüber einig, dass das Schiedsgericht aus drei Schiedsrichtern zusammengesetzt werden soll.
c) Als Schiedsrichter benennen die Parteien:
1. Rechtsanwältin Gabi Gerecht als Vorsitzende Richterin;
2. Mediator Erik Exempel als Beisitzer; und
3. Wirtschaftsjuristin Sophie Schemata als Beisitzerin.

d) Das Schiedsgerichtsverfahren ist in Musterstadt durchzuführen; das Gericht hat die Möglichkeit, den Ort der Sitzung innerhalb von Musterstadt frei zu bestimmen.
e) Die Parteien verpflichten sich, sich über jegliche Adressänderung informiert zu halten.
3) Die für gerichtliche Unterlassungsurteile entwickelte Kerntheorie wird entsprechend angewandt.